# Joseph Bristow
Joseph Bristow (* 16. Oktober 1958) ist ein britischer Anglist und Hochschullehrer an der University of California (UCLA).

## Leben
Bristow studierte englische Literatur an der University of London, wo ihm der Bachelor gelang und an der University of Stirling, wo er den Masterabschluss schaffte. An der University of Southampton erreichte er seinen Ph.D. Seit 1996 unterrichtet Bristow als Hochschullehrer in Kalifornien an der UCLA.

## Werke (Auswahl)
- 1997: Sexuality
- 1997: Effeminate England: Homoerotic Writing after 1885, Columbia University Press
- 1991: Empire Boys: Adventures in a Man's World, Harper Collins Acadamic
- 1991: Robert Browning: New Readings, St Martin´s Press

### Editor
- 2005: The Fin-de-Siècle Poem
- 2004: Oscar Wilde, The Picture of Dorian Gray
- 2003: Wilde Writings: Contextual Conditions
- 2000: The Cambridge Companion to Victorian Poetry